# Praeaphanostoma rubrum
Praeaphanostoma rubrum är en plattmaskart som beskrevs av Jürgen Dörjes 1968. Praeaphanostoma rubrum ingår i släktet Praeaphanostoma och familjen Isodiametridae. Inga underarter finns listade i Catalogue of Life.